# Topalang Sariosiyo
Topalang Sariosiyo (uzb. «Topalang» Sariosiyo futbol klubi, ros. Футбольный клуб «Тупаланг» Сариасия, Futbolnyj Kłub "Tupałang" Sariasia) – uzbecki klub piłkarski, mający siedzibę w mieście Sariosiyo na południu kraju. Założony w roku 2002.
W latach 2005–2007 występował w Oʻzbekiston PFL.

## Historia
Piłkarska drużyna Topalang została założona w miejscowości Sariosiyo w 2002 roku.
W 2003 w turnieju finałowym Drugiej Ligi zdobył awans do Pierwszej Ligi. W 2004 zajął 2 miejsce w Pierwszej Lidze i w 2005 debiutował w Wyższej Lidze Uzbekistanu. W 2007 zajął 12. miejsce, ale w 2008 klub zrezygnował z dalszych występów z powodu bankructwa i został rozformowany.

## Sukcesy

### Trofea międzynarodowe
Nie uczestniczył w rozgrywkach azjatyckich (stan na 31-05-2015).

### Trofea krajowe
| \| \| Zdobyte trofea w rozgrywkach Uzbekistanu (stan na: 31-05-2015) \| |                                                                |      |          |
| Rozgrywki                                                               | Osiągnięcie                                                    | Razy | Sezon(y) |
| Mistrzostwo                                                             | I miejsce                                                      | 0    |          |
| Mistrzostwo                                                             | II miejsce                                                     | 0    |          |
| Mistrzostwo                                                             | III miejsce                                                    | 0    |          |
| Mistrzostwo                                                             | 9. miejsce                                                     | 1    | 2005     |
| Puchar                                                                  | zdobywca                                                       | 0    |          |
| Puchar                                                                  | finalista                                                      | 0    |          |
| Puchar                                                                  | 1/8 finału                                                     | 1    | 2007     |
| II liga                                                                 | I miejsce                                                      | 0    |          |
| II liga                                                                 | II miejsce                                                     | 1    | 2004     |
| II liga                                                                 | III miejsce                                                    | 0    |          |
| Uzbekistan                                                              | Zdobyte trofea w rozgrywkach Uzbekistanu (stan na: 31-05-2015) |      |          |

## Stadion
Klub rozgrywa swoje mecze domowe na stadionie Topalang w Sariosiyo, który może pomieścić 1,000 widzów.

## Piłkarze
Znani piłkarze:
- / Ravshan Bozorov
- Ilhom Shomurodov

## Trenerzy
...

## Inne
- Surxon Termez